# イザベラ・デステの肖像 (レオナルド)
『イザベラ・デステの肖像』（イザベラ・デステのしょうぞう、伊: Ritratto di Isabella d'Este, 仏: Portrait d'Isabelle d'Este, 英: Portrait of Isabella d'Este）は、盛期ルネサンスのイタリアの巨匠レオナルド・ダ・ヴィンチが1499年から1500年に制作した絵画である。素描。ルネサンス最大の女性政治家、芸術の後援者であったマントヴァ侯爵夫人イザベラ・デステを描いていると考えられている。現在はパリのルーヴル美術館に所蔵されている。そのほかにレオナルド・ダ・ヴィンチあるいはレオナルド派による複製がいくつか知られている。2013年にはスイスの個人コレクションよりキャンバスに油彩を施した肖像画のバージョンが発見されている。

## 人物
イザベラ・デステは1474年にフェッラーラとモデナの公爵エルコレ1世・デステとナポリ王女アラゴンのエレオノーラとの間に生まれた。洗練されたフェッラーラの宮廷で成長したイザベラはイタリア・ルネサンスの高度な宮廷文化を身に着け、1490年に16歳という若さでマントヴァ侯爵フランチェスコ2世・ゴンザーガと結婚し、のちのウルビーノ公爵夫人エレオノーラやマントヴァ公爵フェデリーコ2世など2男5女を生んだ。マントヴァ宮廷においては芸術的関心を発揮し、ドゥカーレ宮殿の装飾に参画した。またピエトロ・ベンボ、バルダッサーレ・カスティリオーネ、ルドヴィーコ・アリオストといった人文主義者や詩人を宮廷に集めた。こうした活動の中でとりわけ有名なのは自身の書斎の室内装飾であり、宮廷画家アンドレア・マンテーニャをはじめとする多くの画家に発注した絵画や、収集した古代の美術品のコレクションを収蔵した。イザベラはまた政治的手腕に優れ、夫が不在の間マントヴァを守り、夫が死去したのちはフェデリコ2世を支えた。1530年にカール5世がボローニャで戴冠した際には出席した。1539年に65歳で死去。

## 制作背景

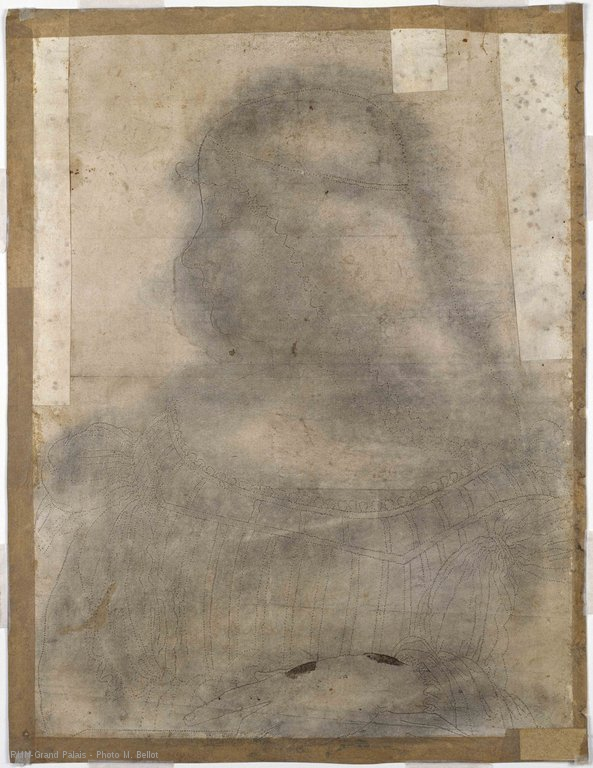
素描の裏面。

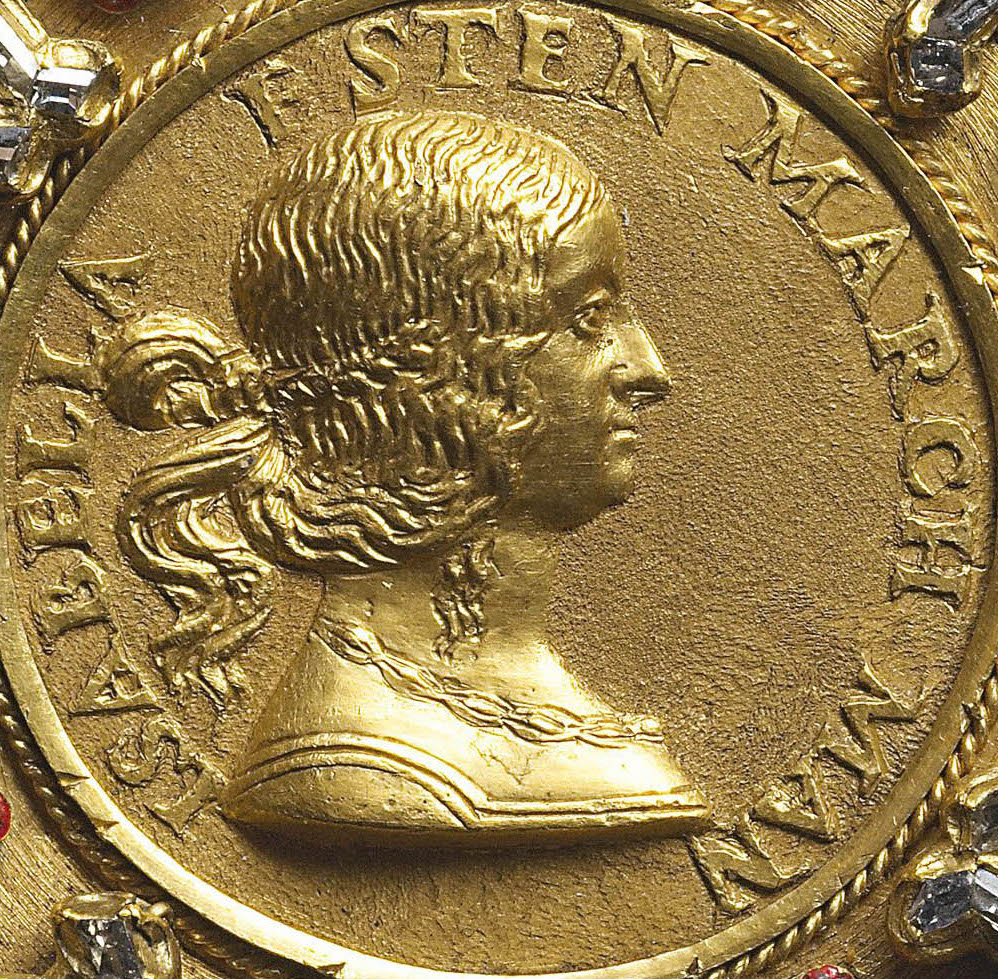
イザベラ・デステの横顔を彫刻したジャンクリストフォロ・ロマーノのメダル。

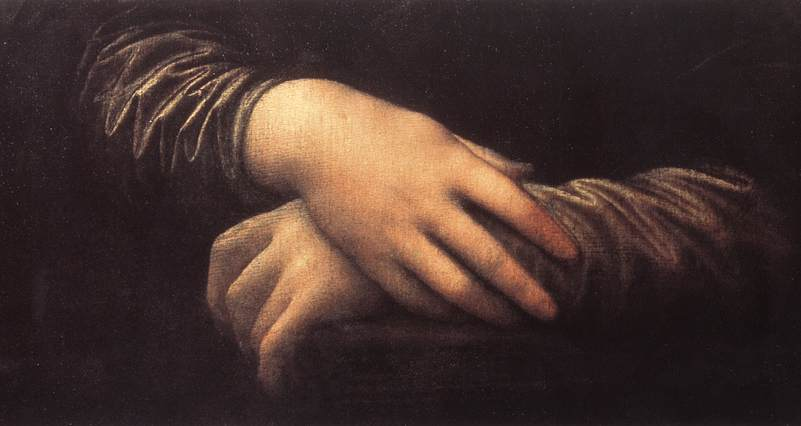
レオナルド・ダ・ヴィンチの『モナ・リザ』の手の構図は本作品と共通している。

レオナルド・ダ・ヴィンチは第二次イタリア戦争でミラノ公爵ルドヴィーコ・スフォルツァがフランス軍に敗れたため、ミラノを脱出して1499年から1500年にかけてマントヴァに逃亡した。このときレオナルド・ダ・ヴィンチはイザベラ・デステと会い、肖像画の制作を依頼された。彼はヴェネツィアに亡命するまでの短い滞在期間の間に本作品とその複製を制作し、一方のバージョンをイザベラ・デステのもとに残し、もう一方を肖像画を制作する際のカルトン（原寸大下絵）として使用するため、ヴェネツィアまで携えて行った。肖像画が完成したかどうかは判然としない。しかしレオナルドはヴェネツィアでイザベラの肖像画を友人のロレンツォ・ダ・パヴィアに見せており、その後、この人物はイザベラに宛てた1500年3月13日の手紙で、これまでに描かれた中で最高のイザベラの肖像画を見たと書いている。1年後、イザベラは夫であるマントヴァ侯爵フランチェスコ2世が素描を手放してしまったため、レオナルドに素描の複製を送ってもらおうとしたが、不成功に終わった。イザベラは1504年5月にも画家や仲介者に宛てた手紙を通じて、レオナルドにカルトンで肖像画を描くことを説得しようとしたが、レオナルドは彼女の訴えを無視したようである。レオナルドはこの頃には『モナ・リザ』（La Gioconda）と『アンギアーリの戦い』（Battaglia di Anghiari）の制作に着手していたため、制作する時間がなかったか、興味を失ったかのどちらかと考えられている。

## 作品
横を向いて画面右を見つめる女性の胸像が描かれている。レオナルド・ダ・ヴィンチは厳密には横顔としてではなく、会話の途中で振り向いたところを捉えて描いている。彼女は画面下で右手を左手の上に重ねて置き、右手の人差し指を伸ばして何かを指差している。しかし画面下部が数センチほど切り落されているため、彼女が両手を置いている状況が判然としない。この素描の本来の姿はオックスフォードのアシュモレアン博物館に所蔵されている複製からうかがうことができる。そこでは女性が欄干の上に両手を重ねて置いている様子が描かれており、女性の左手のそばに置かれている1冊の書物を指で差し示していることが分かる。
紙は厚手のものが使用されている。鉛白をベースとした白色で地塗りをしたうえで素描をしている。顔の部分は木炭を用い、左利きに典型的な左上から右下の斜線による細かいハッチングで陰影をつけあるいは形作っている。また顔色と髪に用いた赤チョークを繊細に組み合わせて処理している。目の周りと頬の影はアクセントをつけるため指でぼかしている。ドレスリボンは黄土色の顔料を塗布している。
輪郭線に沿って開けられている穴は転写するために用いられた。この事実は本作品が、イザベラ・デステの肖像画を制作するためレオナルド・ダ・ヴィンチが保管していたバージョンであることを意味している。しかし保管にはあまり注意を払わなかったらしく、折り畳んで丸められ、湿気の多い場所で保管されたため、紙の端の部分がダメージを受けている。また折り目の部分に水滴が広がり、ちょうど女性の耳から首にかけてなど、いくつかの場所で折り目に沿って滲んでいる。転写するための穴はおそらく素描の複製を作るために使用されたと考えられている。針の穴の直径は約0.25ミリで、その間隔は様々ではあるが、横顔の輪郭線に沿って非常にしっかりつけられている。しかし手の輪郭部分ではこれらの穴が原因で紙が破れてしまっている。さらに金属尖筆でトレースされており、裏側にはトレースするために木炭をこすりつけた跡が見られる。この木炭の黒い粉は表面からほとんど消えているが、紙の繊維の隙間に残存している。
イザベラ・デステの横顔を彫刻したジャンクリストフォロ・ロマーノ制作の銅製メダルとの比較により、イザベラ・デステであると特定された。その後、素描はジョヴァンニ・アントーニオ・ボルトラッフィオに帰属されたが、現在ではレオナルド・ダ・ヴィンチの作品として広く受け入れられている。

## 来歴
素描が再び姿を見せるのは18世紀になってからである。素描はミラノの貴族の血筋であったバルトロメオ・カルデラーラが所有しており、1806年に死去するとその財産は彼の2番目の妻で、当時最も有名なバレリーナであったヴィットーリア・ペルーソが相続した。彼女はイタリアの軍人ドメニコ・ピノと再婚し、夫と死別した2年後の1828年に死去した。その翌年の1829年に素描を入手したのは、ミラノの美術商であり収集家のジュゼッペ・ヴァラルディであった。1860年、ルーヴル美術館はジュゼッペ・ヴァラルディのコレクションから、本作品を未知の女性を描いた肖像画として4,410フランで購入した。

## 複製
本作品の16世紀に制作されたと考えられている複製が3点知られており、それぞれアシュモレアン博物館、フィレンツェのウフィツィ美術館、ロンドンの大英博物館に所蔵されている。このうち大英博物館のバージョンはルーヴル版を理想化した複製であり、おそらくウフィツィ版を複製したものと考えられる。実際にウフィツィ版とはほとんど同じであるものの、ルーヴル版と比較すると、頭部と肩がわずかに理想化され、鼻がまっすぐになっている。

イザベラ・デステの素描の複製
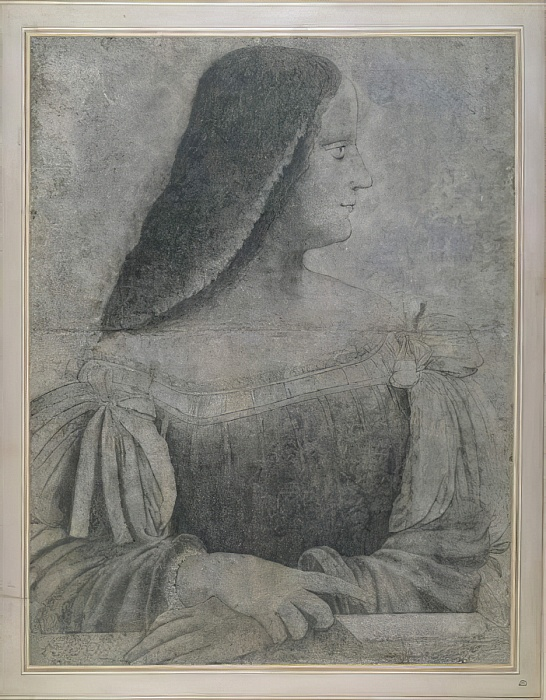
レオナルド・ダ・ヴィンチあるいはレオナルド派（英語版） 16世紀初頭 アシュモレアン博物館所蔵
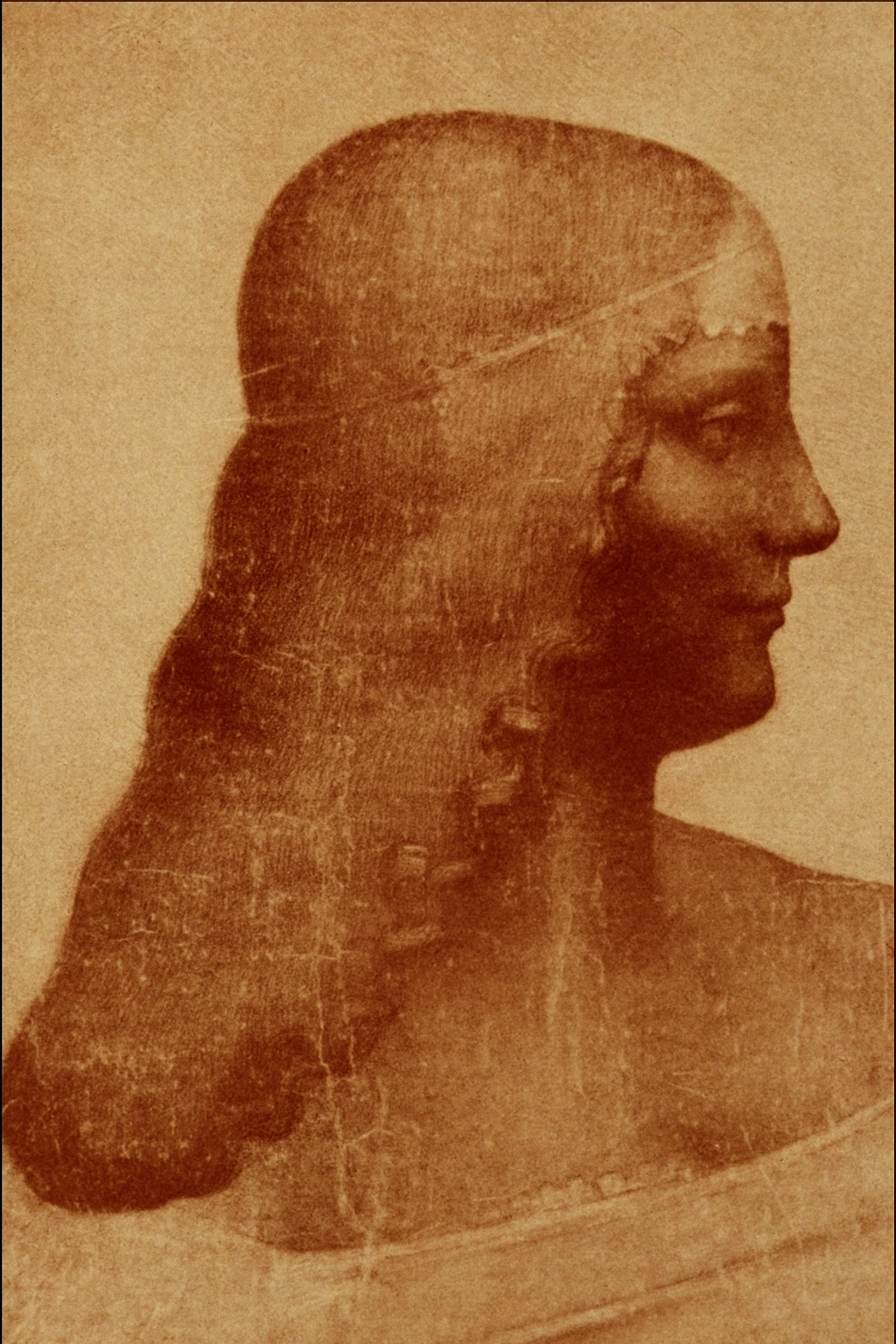
レオナルド・ダ・ヴィンチあるいはレオナルド派 16世紀初頭 ウフィツィ美術館所蔵
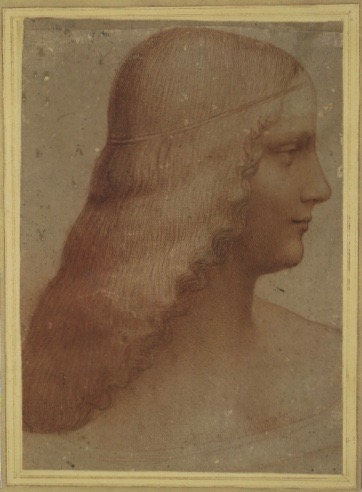
レオナルド・ダ・ヴィンチあるいはレオナルド派 16世紀前半 大英博物館所蔵
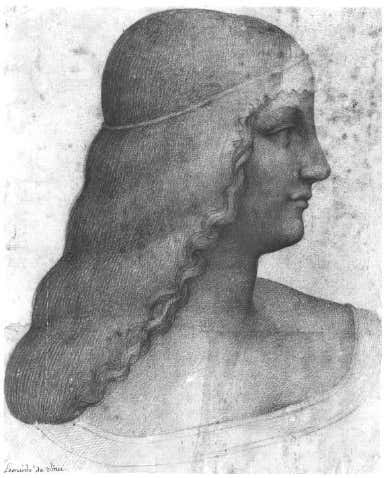
19世紀の複製 ミュンヘン市立美術館グラフィックアート・コレクション（英語版）所蔵
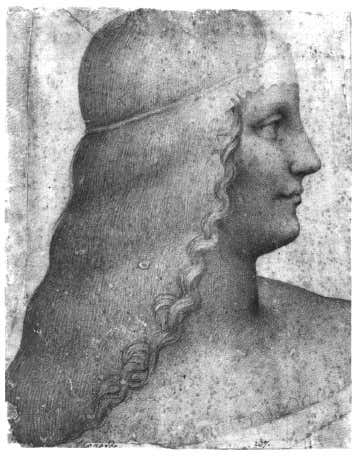
19世紀の複製 ミュンヘン市立美術館グラフィックアート・コレクション所蔵

## 油彩版

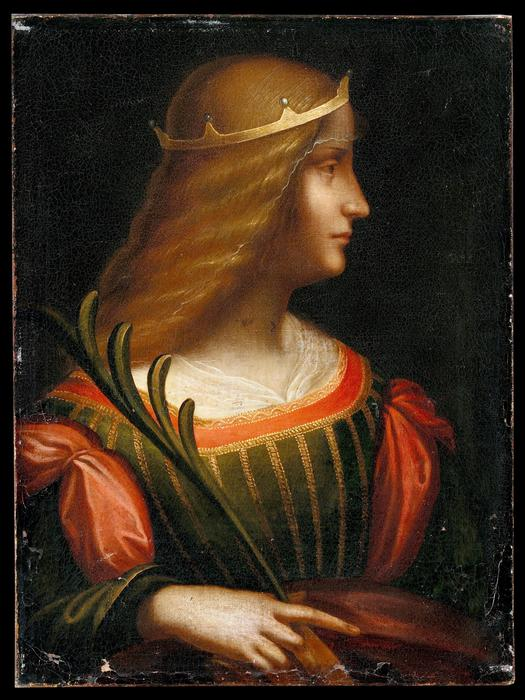
レオナルド・ダ・ヴィンチの素描に基づく油彩バージョン。1500年から1515年頃。

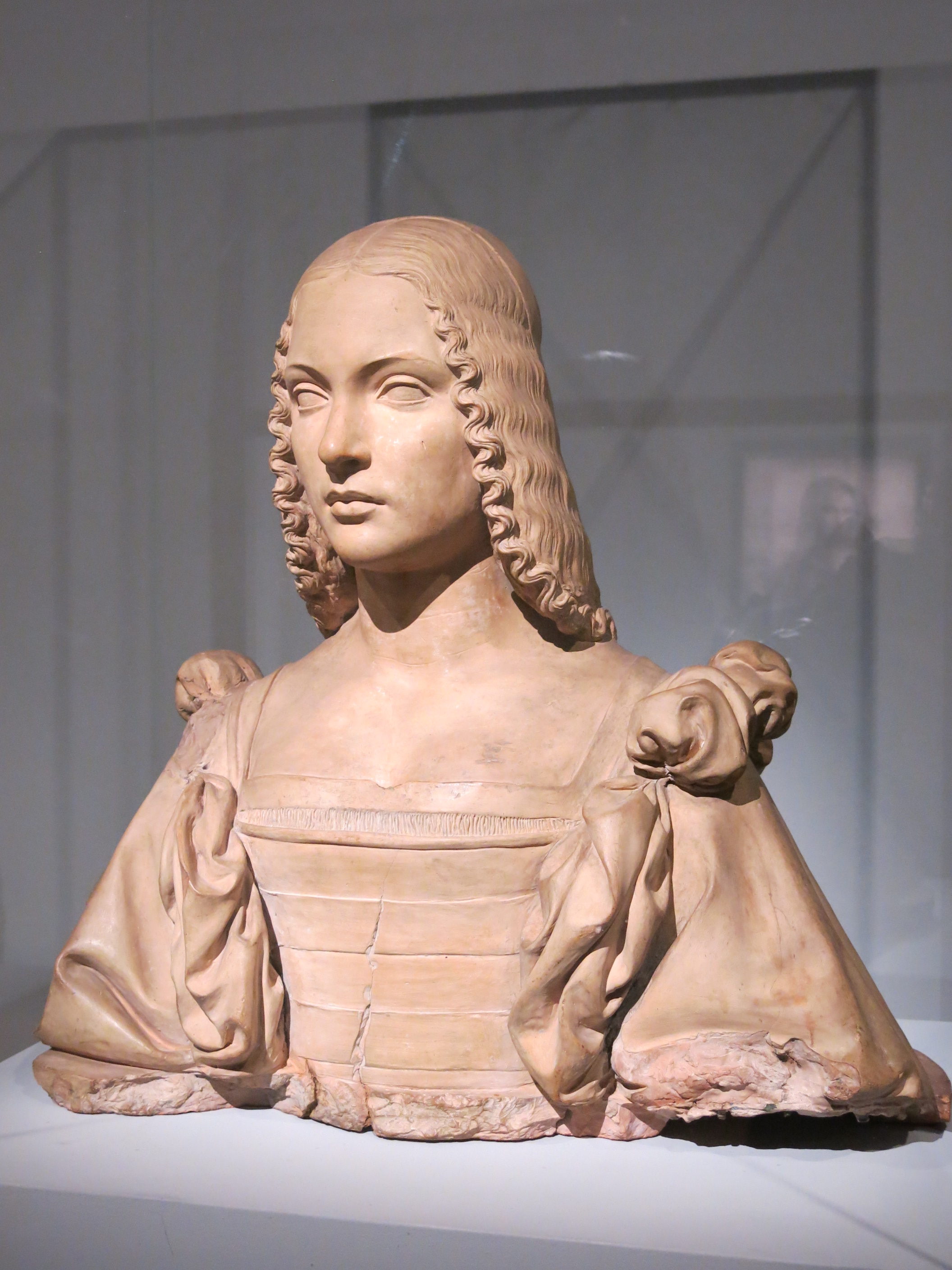
ジャンクリストフォロ・ロマーノの彫像作品。本作品との部分的一致から、おそらくイザベラ・デステだろうと考えられている。

2013年10月、レオナルド・ダ・ヴィンチの失われた肖像画であり、イザベラ・デステの肖像画の完成作と推定される油彩画の発見が報じられた。この作品は400点もの絵画を所有するスイスに住む匿名のイタリア人のコレクションから発見されたもので、レオナルド・ダ・ヴィンチと同じ顔料と下塗りを使用していることが分かっており、制作年代も放射性炭素年代測定から16世紀初頭頃に描かれたことが示唆されている。
このバージョンは外観に若干の差異があり、イザベラ・デステは頭に金のティアラを被り、ナツメヤシの葉を持った姿で描かれている。この2点を除くとルーヴル美術館の素描と非常によく似ており、サイズも高さ61センチ、横幅46センチとほぼ同じである。
カリフォルニア大学ロサンゼルス校の美術史名誉教授カルロ・ペドレッティは肖像画の顔はレオナルド・ダ・ヴィンチが描いており、他の部分は弟子が描いている可能性があるものの、「この肖像画がレオナルドの作品であることに疑いの余地はない」と述べている。しかし疑問点も存在している。通常、レオナルド・ダ・ヴィンチはクルミ材の板を支持体として使用することを好んだが、この作品はキャンバスに描かれている。そのため他の研究者はこの肖像画の信憑性を疑問視し、同時代の模倣者の1人によって描かれたことを示唆されている。